# ТЕС Сунон-Асоглі
5°40′49.4″ пн. ш. 0°2′50.6″ сх. д. / 5.680389° пн. ш. 0.047389° сх. д.
ТЕС Сунон-Асоглі – теплова електростанція в Гані, розташована в районі Кпоне портового міста Тема, котре знаходиться безпосередньо на схід від столиці країни Аккри. 
У другій половині 2000 років в Гані, яка до того спиралась на гідроелектроенергетику, почався активний розвиток теплової генерації. Як наслідок, у промисловій зоні Тема виник цілий кластер ТЕС (Тема, Кпоне І, CENIT та інші),  при цьому однією з перших стала Сунон-Асоглі, створена китайськими інвесторами (Shenzhen Energy Investment та China-Africa Development Fund, котрі мають 60% та 40% участі відповідно). 
У 2010 році на узбережжі Гвінейської затоки ввели в експлуатацію парогазову станцію комбінованого циклу у складі двох блоків потужністю по 100 МВт. Кожен з них обладнали двома газовими турбінами General Electric типу 6B (були зняті з китайських ТЕС Yueliangwan та Zhuhai Hongwan) та однією паровою турбіною.
В 2016-2017 роках тут запустили ще два парогазових блоки потужністю по 180 МВт, кожен з яких має у своєму складі одну газову турбіну General Electric типу 9Е та одну парову турбіну.
За проектом ТЕС розраховувалась на використання блакитного палива, яке б постачалось через  Західно-Африканський газопровід із Нігерії. Проте у 2010-х цей об’єкт працював з великими ускладненнями. Так, в 2012-2013 роках внаслідок його пошкодження ТЕС Сунон-Асоглі не працювала 11 місяців. В 2017-му станція отримувала лише половину необхідного природного газу, через що перевела один з нових енергоблоків другої черги на використання нафтопродуктів. Останні доводилось возити автоцистернами, оскільки розташований поблизу нафтопереробний завод не давав згоди на підключення до його трубопроводу, прокладеному від офшорного вивантажувального пункту.